# 青い日曜日
「青い日曜日」（あおいにちようび、青い日𫞂日）は、1972年6月1日に発売された野口五郎の5枚目のシングルである。

## 概要
初発時のタイトルでは「曜」に略字の「𫞂」（日へんに玉）が使用されている。

## 収録曲
- 全曲作詞：大日方俊子／作曲・編曲：馬飼野俊一

1. 青い日曜日
2. 若い夏